# Шлюз виклику
Шлюз виклику (англ. call gate) — механізм у процесорній архітектурі x86, призначений для зміни рівня привілеїв задачі, і реалізований за допомогою механізму CALL FAR.

## Призначення
Призначення шлюзів виклику — дозволити менш привілейованому коду (такому, як звичайний застосунок) викликати код, що виконується з вищим рівнем привілеїв. Це може бути, наприклад, ядро операційної системи, або спеціальні системні бібліотеки чи драйвери, що працюють у кільцях захисту 0, 1 або 2.
Кожен шлюз виклику має відповідний селектор, що обирає відповідний дескриптор у GDT чи LDT. Схожий механізм має в архітектурі x86 обслуговування переривань.

## Використання
Якщо шлюз виклику коректно встановлений ядром ОС, прикладна програма здійснює інструкцію CALL FAR з потрібним селектором сегмента як аргументом. Поле «зміщення» (offset) при цьому ігнорується. Після успішної перевірки привілеїв процесор завантажує пару CS: EIP з дескриптора сегмента, і записує до стека нового рівня привілеїв всю інформацію, потрібну для коректного відновлення програми після виклику (регістри SS, ESP, CS і EIP перерваної задачі, у вказаному порядку. При потребі зі стека перерваної задачі копіюються параметри, їх кількість вказується у дескрипторі шлюзу.
Після закінчення обробки виклику виконання повертається назад до перерваної задачі за допомогою інструкції RET FAR.

## Формат
| 31            | 30            | 29            | 28            | 27            | 26            | 25            | 24            | 23            | 22            | 21            | 20            | 19            | 18            | 17            | 16            | 15           | 14           | 13           | 12           | 11           | 10           | 9            | 8            | 7            | 6            | 5            | 4            | 3            | 2            | 1            | 0            |
| ------------- | ------------- | ------------- | ------------- | ------------- | ------------- | ------------- | ------------- | ------------- | ------------- | ------------- | ------------- | ------------- | ------------- | ------------- | ------------- | ------------ | ------------ | ------------ | ------------ | ------------ | ------------ | ------------ | ------------ | ------------ | ------------ | ------------ | ------------ | ------------ | ------------ | ------------ | ------------ |
| offset 31..16 | offset 31..16 | offset 31..16 | offset 31..16 | offset 31..16 | offset 31..16 | offset 31..16 | offset 31..16 | offset 31..16 | offset 31..16 | offset 31..16 | offset 31..16 | offset 31..16 | offset 31..16 | offset 31..16 | offset 31..16 | P            | DPL          | DPL          | 0            | type 1 1 0 0 | type 1 1 0 0 | type 1 1 0 0 | type 1 1 0 0 | 0            | 0            | 0            | count        | count        | count        | count        | count        |
| selector      | selector      | selector      | selector      | selector      | selector      | selector      | selector      | selector      | selector      | selector      | selector      | selector      | selector      | selector      | selector      | offset 15..0 | offset 15..0 | offset 15..0 | offset 15..0 | offset 15..0 | offset 15..0 | offset 15..0 | offset 15..0 | offset 15..0 | offset 15..0 | offset 15..0 | offset 15..0 | offset 15..0 | offset 15..0 | offset 15..0 | offset 15..0 |

```
typedef
 
struct
 
_CALL_GATE

{

	
USHORT
 
OffsetLow
;

	
USHORT
 
Selector
;

	
UCHAR
 
NumberOfArguments
:
5
;

	
UCHAR
 
Reserved
:
3
;

	
UCHAR
 
Type
:
5
;

	
UCHAR
 
DPL
:
2
;

	
UCHAR
 
Present
:
1
;

	
USHORT
 
OffsetHigh
;

}
CALL_GATE
;

```

## Безпекові проблеми
Для збереження безпеки системи глобальна таблиця дескрипторів повинна зберігатися у захищеній пам'яті, інакше будь-яка програма зможе створити свій власний шлюз виклику і використати його для підвищення рівня привілеїв. Шлюзи виклику використовувалися у програмних експлойтах, коли були знайдені способи обійти цей захист. Прикладом цього є поштовий хробак Gurong.A, написаний для експлуатації операційної системи Microsoft Windows, який використовує \Device\PhysicalMemory для встановлення шлюзу викликів.